# Saint-Georges-sur-Cher
Saint-Georges-sur-Cher ist eine französische Gemeinde mit 2.711 Einwohnern (Stand: 1. Januar 2022) im Département Loir-et-Cher in der Region Centre-Val de Loire; sie gehört zum Arrondissement Romorantin-Lanthenay und zum Kanton Montrichard Val de Cher.

## Geographie
Saint-Georges-sur-Cher liegt etwa 47 Kilometer ostsüdöstlich von Tours am Fluss Cher, in den hier die Zuflüsse Chézelles und Senelles einmünden. Umgeben wird Saint-Georges-sur-Cher von den Nachbargemeinden Chissay-en-Touraine im Norden, Faverolles-sur-Cher im Osten, Céré-la-Ronde im Süden und Südosten, Épeigné-les-Bois im Südwesten, Francueil im Westen sowie Chisseaux im Nordwesten.
Durch die Gemeinde führt die Autoroute A85 und die Route nationale 76.

## Demografische Entwicklung
| 1962 | 1968 | 1975 | 1982 | 1990 | 1999 | 2006 | 2018 |
| 1647 | 1673 | 1783 | 2021 | 2047 | 2155 | 2268 | 2704 |

## Sehenswürdigkeiten
- Kirche Saint-Georges, gotischer Bau aus dem 12. Jahrhundert
- Calvaire
- Priorei von La Chaise
- Herrenhaus von Couldraies
- Brunnen

## Persönlichkeiten
- Pierre Fidèle Bretonneau (1778–1862), Arzt